# Burgh St Peter
Burgh St Peter – wieś i civil parish w Anglii, w hrabstwie Norfolk, w dystrykcie South Norfolk. Leży 29 km na południowy wschód od Norwich i 163 km na północny wschód od Londynu.
W 2011 civil parish liczyła 274 mieszkańców.